# Кубок Наследного принца Катара 2004
Кубок Наследного принца Катара 2004 — 10-й розыгрыш Кубка Наследного принца Катара, проходивший с 24 апреля по 1 мая. В соревновании приняли участие 4 лучшие команды Катара по итогам Лиги звёзд Катара 2003/2004.

## Участники
- Ас-Садд : чемпион Лиги звёзд Катара 2003/2004
- Катар СК : 2-е место в Лиге звёзд Катара 2003/2004
- Аль-Араби : 3-е место в Лиге звёзд Катара 2003/2004
- Аль-Ахли : 4-е место в Лиге звёзд Катара 2003/2004

## Детали матчей

### 1/2 финала
| Ас-Садд                   | 2 – 2 | Аль-Ахли                          |
| ------------------------- | ----- | --------------------------------- |
| ??? 59′ · Юссеф Чиппо 86′ |       | Мешаль Абдуллах 20′ · Олевера 48′ |

| Катар СК                                        | 4 – 2 | Аль-Араби                                            |
| ----------------------------------------------- | ----- | ---------------------------------------------------- |
| Клаудио Каниджа 14′, 29′, 35′ · Фабрис Аква 50′ |       | Габриэль Батистута 77′ (пен.) · Мухаммед Баракат 86′ |

| Аль-Араби               | 1 – 2 | Катар СК                                         |
| ----------------------- | ----- | ------------------------------------------------ |
| Сайед Али Аль-Башир 76′ |       | Абдулазиз Хасан 67′ (пен.) · Клаудио Каниджа 79′ |

| Аль-Ахли                       | 2 – 3 | Ас-Садд                                                            |
| ------------------------------ | ----- | ------------------------------------------------------------------ |
| Олевера 38′ · Карлос Бидро 42′ |       | Мухаммед Хулам 26′ · Джасим Аль-Адсани 44′ · Абдул Кадер Кейта 56′ |

### Финал
| Катар СК                                     | 2 – 1 | Ас-Садд                |
| -------------------------------------------- | ----- | ---------------------- |
| Клаудио Каниджа 6′ · Джасим Аль-Буаэнаин 95′ |       | Мустафа Мидо 3′ (авт.) |

| Кубок Наследного принца Катара Победитель 2004 |
| ---------------------------------------------- |
| Катар СК 2-й титул                             |